# Iž

Island coat of arms

Isla Iž (en croata: Otok Iž) es una isla en el archipiélago de Zadar, en la parte croata del mar Adriático. Se encuentra entre Ugljan en el noreste y Dugi otok en el suroeste, tiene un servicio de ferry a una hora de Zadar. Tiene una superficie de 17,59 kilómetros cuadrados y una población de 557 personas. Se compone principalmente de piedra caliza y dolomita. La isla ha sido habitada desde tiempos prehistóricos, hay una iglesia católica que data del siglo XI y los registros de los primeros colonos croatas datan del año 1266.